# چوجی ماتسوبارا
چوجی ماتسوبارا (به ژاپنی: 松原 忠司 まつばら ちゅうじ) تولد ۱۸۱۵ - مرگ ۲۰ اکتبر ۱۸۶۵- او در اواخر دوره ادو، عضو شینسنگومی، (رهبر دسته چهارم، مربی جوجیتسو) بود. نام او همچنین با نام‌های «تاداجی» یا «تاداشی» شناخته می‌شود. تخلص ادبی او ریوچوسای است.
ماتسوبارا چوجی یک رزمی‌کار سکیگوچی-ریو جوجیتسو، کاپیتان دسته چهارم و مربی جوجیتسو است. قبل از پیوستن به هنرهای رزمی، او چنان استادی بود که حتی دوجوی خودش را باز کرده بود، بنابراین هیچ‌کس نمی‌توانست در مبارزه نزدیک یا گلاویزی با او برابری کند. او همچنین در شمشیرزنی مهارت داشت و به دلیل ظاهرش به او لقب «بنکی زمان حاضر» داده بودند. (بر طبق یک نظریه او در ۱ سپتامبر ۱۸۶۵ بر اثر بیماری در کیوتو درگذشت اما نظریه‌های مختلفی در مورد علت مرگ وجود دارد. او ۳۱ سال سن داشت)
در مورد مرگ ماتسوبارا، کان شیموزاوا داستانی با عنوان «میبو شینجو» در شینسنگومی مونوگاتاری نوشت. طبق این داستان، اندکی پس از آنکه ماتسوبارا رئیس واحد چهارم و مربی جودو شد، مشخص شد که ماتسوبارا معشوقه‌ای (همسر رونینی که او به قتل رسانده بود) را در نزدیکی پادگان نگهداری می‌کرد و هنگامی که توشیزو هیجیکاتا او را به خاطر این حادثه سرزنش کرد، ماتسوبارا به عنوان یک عضو ارشد احساس مسئولیت کرد و خودکشی کرد.